# Абеларду-Лус
26°33′54″ пд. ш. 52°19′40″ зх. д. / 26.565° пд. ш. 52.327777777778° зх. д.
Абеларду-Лус (порт. Abelardo Luz) — муніципалітет у Бразилії, входить до штату Санта-Катарина. Складова частина мезорегіону Захід штату Санта-Катарина. Входить до економіко-статистичного мікрорегіону Шаншере. Населення становить 18 909 осіб на 2006 рік. Займає площу 955,368 км². Щільність населення — 19,8 чол./км².

## Історія
Місто засноване 27 липня 1958 року.

## Статистика
- Валовий внутрішній продукт на 2003 становить 164.642.565,00 реалів (дані: Бразильський інститут географії та статистики).
- Валовий внутрішній продукт на душу населення на 2003 становить 9.261,55 реалів (дані: Бразильський інститут географії та статистики).
- Індекс розвитку людського потенціалу на 2000 становить 0,785 (дані: Програма розвитку ООН).